# Les Mesnuls
Les Mesnuls település Franciaországban, Yvelines megyében. Lakosainak száma 893 fő (2022. január 1.). Les Mesnuls Bazoches-sur-Guyonne, Les Bréviaires, Montfort-l’Amaury, Saint-Léger-en-Yvelines és Saint-Rémy-l’Honoré községekkel határos.

## Népesség
A település népességének változása:
| Lakosok száma | 841  | 866  | 884  | 857  | 853  | 865  | 876  | 876  | 893  |
|               | 2013 | 2015 | 2016 | 2017 | 2018 | 2019 | 2020 | 2021 | 2022 |